# Parafia Podwyższenia Krzyża Pańskiego w Narwi
Parafia Podwyższenia Krzyża Pańskiego – parafia prawosławna w Narwi, w dekanacie Narew diecezji warszawsko-bielskiej.
Na terenie parafii funkcjonują 3 cerkwie i 1 kaplica:
- cerkiew Podwyższenia Krzyża Pańskiego w Narwi – parafialna
- cerkiew Kazańskiej Ikony Matki Bożej w Narwi – cmentarna (na nowym cmentarzu)
- cerkiew św. Jana Teologa w Odrynkach – filialna
- kaplica św. Jana Złotoustego w Rybakach – filialna

Na starym cmentarzu prawosławnym w Narwi (przy ulicy Bielskiej) znajduje się murowana kapliczka. W skład parafii wchodzą następujące miejscowości: Narew, Bruszkowszczyzna, Chrabostówka, Cimochy, Cisy, Doratynka, Gorędy, Hajdukowszczyzna, Kaczały, Makówka, Nowosiółka, Odrynki, Paszkowszczyzna, Podwaśki, Rohozy, Rybaki, Skaryszewo, Waniewo, Waśki i przysiółek Gramotne, z ogólną liczbą 850 wiernych.

## Historia
Parafię erygowano na początku XVI w. Pierwsze wzmianki pisemne spotykamy w rejestrze pomiary włócznej z 1560, a pierwszy opis cerkwi parafialnej pochodzi z 1772. Pod koniec XVIII w. założono w pobliżu cerkwi cmentarz parafialny. Po synodzie połockim parafia weszła w skład dekanatu bielskiego eparchii wileńsko-litewskiej Rosyjskiego Kościoła Prawosławnego. W 1846 parafia liczyła 2244 osoby, a rok później – 2284. W latach 40. XIX w. sprowadzono na cmentarz drewnianą cerkiew z Czyż, którą 22 października 1853 konsekrowano pod wezwaniem Kazańskiej Ikony Matki Bożej. W związku z dalszym wzrostem liczby wiernych zaszła potrzeba budowy większej świątyni. Nową, obecnie istniejącą cerkiew parafialną wzniesiono w latach 1882–1885; poświęcono 9 maja 1885. W 1901 parafię włączono do nowo powstałej eparchii grodzieńskiej. W 1905 parafia liczyła 3098 osób. W 1913 wokół cerkwi zbudowano kamienne ogrodzenie z bramą wjazdową.
Funkcjonowanie parafii przerwała I wojna światowa, podczas której większość wiernych udała się na bieżeństwo. Po odzyskaniu niepodległości przez Polskę parafia wznowiła działalność jako etatowa; duchowieństwo z Narwi obsługiwało sąsiednie wspólnoty prawosławne. Bezpośrednio po II wojnie światowej część parafian została przesiedlona do ZSRR. Od 1951 parafia w Narwi należy do diecezji warszawsko-bielskiej; w 1962 weszła w skład dekanatu Narew. 5 lipca 1982 z parafii narewskiej wydzielono parafię w Tyniewiczach Dużych; świątynią nowej parafii została dotychczasowa cerkiew cmentarna św. Łukasza.
W latach 80. XX w. zbudowano nowe ogrodzenie wokół należącego do parafii cmentarza w Odrynkach (na którym znajduje się cerkiew filialna św. Jana Teologa, pochodząca z lat 60. XIX w.).
12 kwietnia 1990 spłonęło wnętrze cerkwi parafialnej. Po wykonaniu prac restauratorskich oraz wyposażeniu świątyni w nowy ikonostas, ikony i utensylia cerkiew ponownie konsekrowano 25 czerwca 1994. W tym samym roku przy świątyni zbudowano studzienkę do święcenia wody.
W 1993 cerkiew Kazańskiej Ikony Matki Bożej przeniesiono na nowy, czynny cmentarz (znajdujący się w odległości 1,3 km od cerkwi parafialnej), odrestaurowano (m.in. pokryto dach gontem) i poświęcono 25 września 1994. Na starym cmentarzu, w miejscu w którym znajdował się ołtarz przeniesionej cerkwi wzniesiono niewielką, murowaną kapliczkę.
W latach 1994–1997 w Rybakach wzniesiono murowaną kaplicę, którą 24 czerwca 1997 poświęcono pod wezwaniem św. Jana Złotoustego.
1 maja 2000 spłonęła cmentarna cerkiew Kazańskiej Ikony Matki Bożej, jednak w krótkim czasie została odbudowana.
Główne święta parafialne:
- św. Antoniego Pieczerskiego – 23 lipca (według starego stylu 10 lipca);
- Podwyższenie Krzyża Świętego – 27 września (według starego stylu 14 września);
- Kazańskiej Ikony Matki Bożej – 4 listopada (według starego stylu 22 października).

## Proboszczowie
- ks. Stefan Przybytek (1727)
- ks. Jan Maliszewski (1783–1814)
- ks. Antoni Sosnowski (1787–1789)
- ks. wik. Joachim Plaskiewicz (1782)
- ks. wik. (?) Leszczynski (1791)
- ks. wik. Andrzej Maliszewski (1794–1796)
- ks. wik. Jan Szeryński (1797)
- ks. wik. Jan Miskiewicz (1806)
- ks. wik. Kajetan Aleksandrowicz (1808–1813)
- ks. wik. Antoni Głowacki (1814)
- ks. Atanazy Łopuszynski (dziekan, 1840–1844)
- ks. Jan Bielawski (1845–1871)
- ks. Antoni Nowicki (11.02.1872–23.09.1881)
- ks. Antoni Kuźmiński (23.09.1881–09.05.1883)
- ks. Jan Kłoczkowski (5.07.1882–31.08.1895)
- ks. Konstanty Kłoczkowski (3.09.1895–16.12.1909)
- ks. Witalis Strokowski (18.02.1910 – 1915 ewakuacja),  ponownie 28.08.1918–27.02.1934
- ks. Andrzej Rutkowski (27.02.1934–20.03.1934)
- ks. Witalis Strokowski (20.03.1934–04.07.1960)
- ks. wik. Anatol Konach (18.03.1955–12.03.1959)
- ks. wik. Andrzej Filimoniuk (12.03.1959–04.07.1960)
- ks. Jan Jakubiuk (04.07.1960–01.08.1968)
- ks. wik. Włodzimierz Antiporowicz (20.05.1967–12.06.1967)
- ks. Piotr Popławski (dziekan 1.08.1968–15.06.1985)
- ks. Andrzej Jakimiuk (dziekan 16.09.1985–18.03.1988)
- ks. wik. Jerzy Plis (16.02.1986–25.01.1988)
- ks. wik. Mirosław Oreszuk (25.01.1988 – ?)
- ks. Teodor Wiermiejuk (18.05.1988–18.03.1991)
- ks. Bazyli Roszczenko (dziekan 18.03.1991–10.01.2021)
- ks. wik. Eugeniusz Kosakowski (? – 26.06.1994)
- ks. wik. Paweł Sterlingow (18.02.1998–12.07.2002)
- ks. wik. Bogumił Korniluk (12.07.2002–02.06.2024)
- ks. Michał Dudicz (10.01.2021–16.06.2024)
- ks. Jarosław Ciełuszecki (od 16.06.2024 – )

źródło:

## Galeria

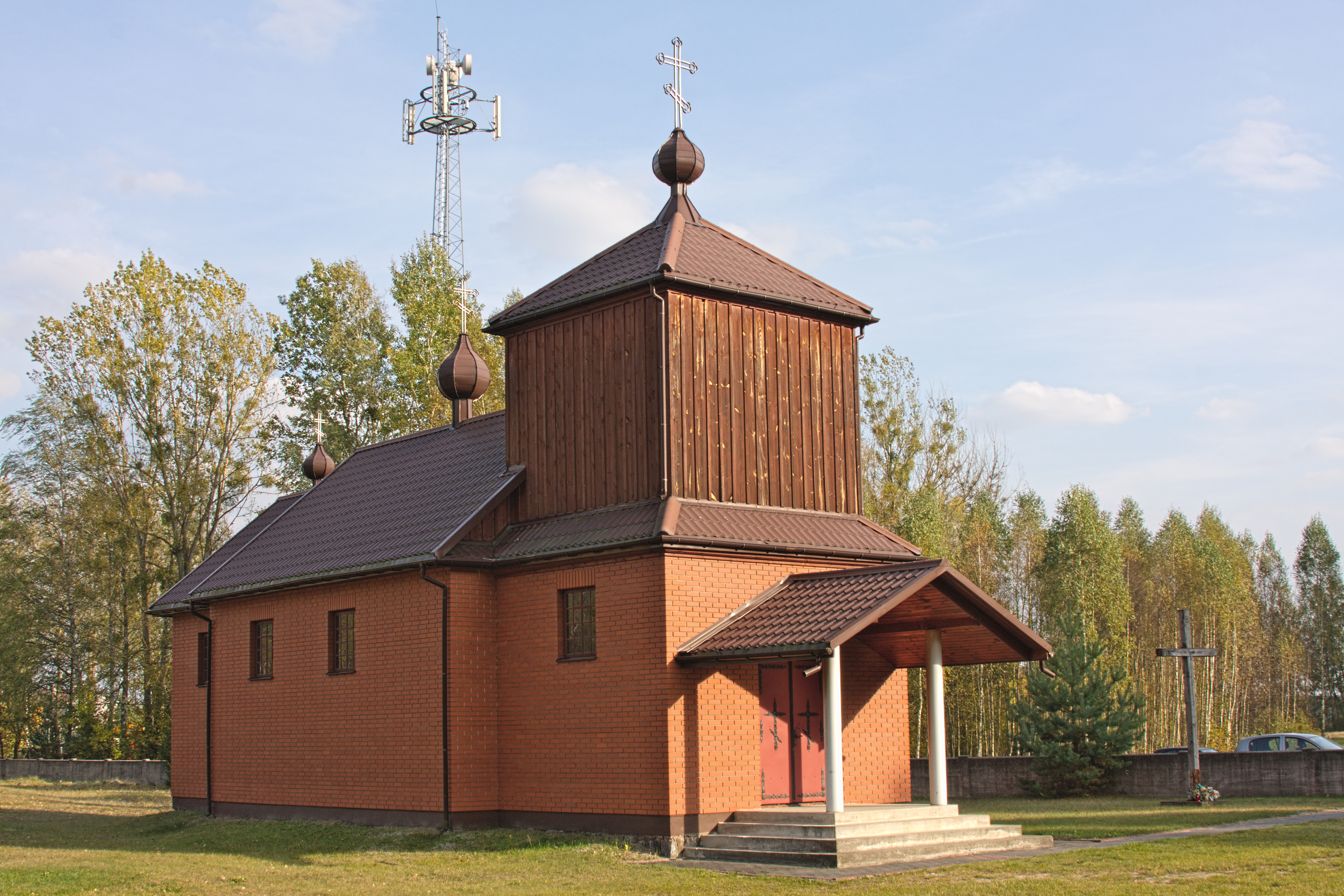
Cerkiew Kazańskiej Ikony Matki Bożej na nowym cmentarzu prawosławnym w Narwi
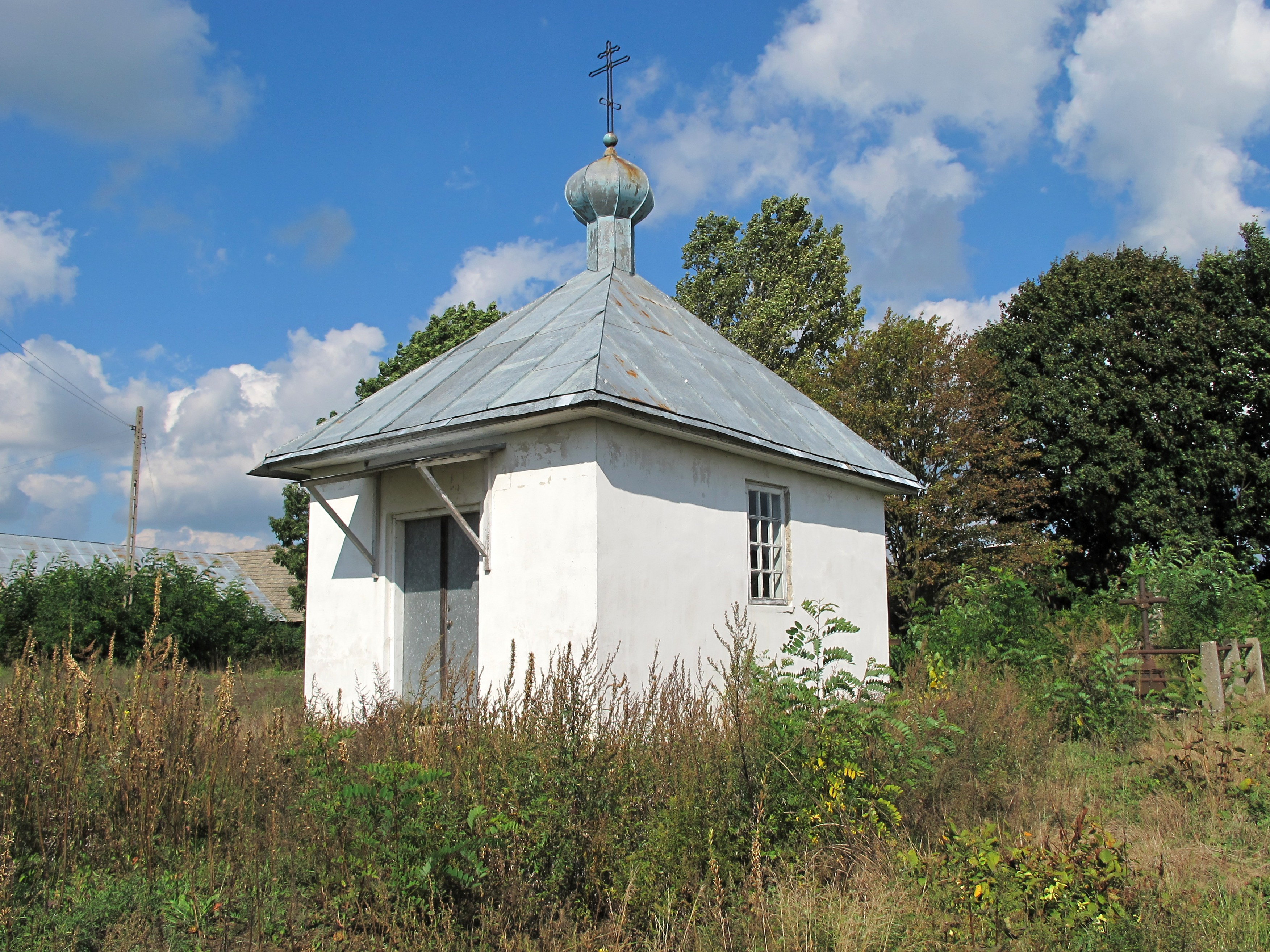
Kapliczka na starym cmentarzu prawosławnym w Narwi
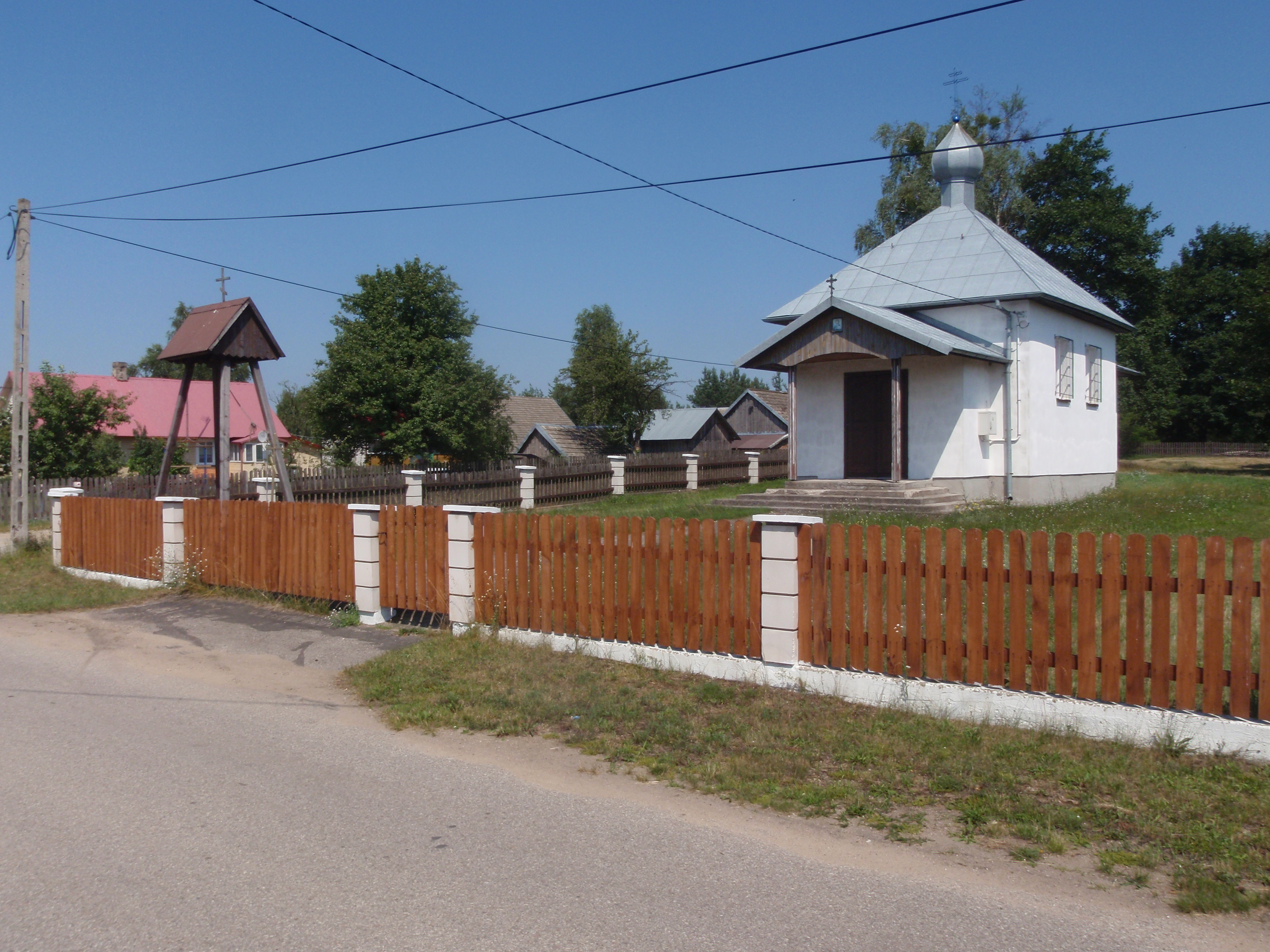
Kaplica św. Jana Złotoustego w Rybakach
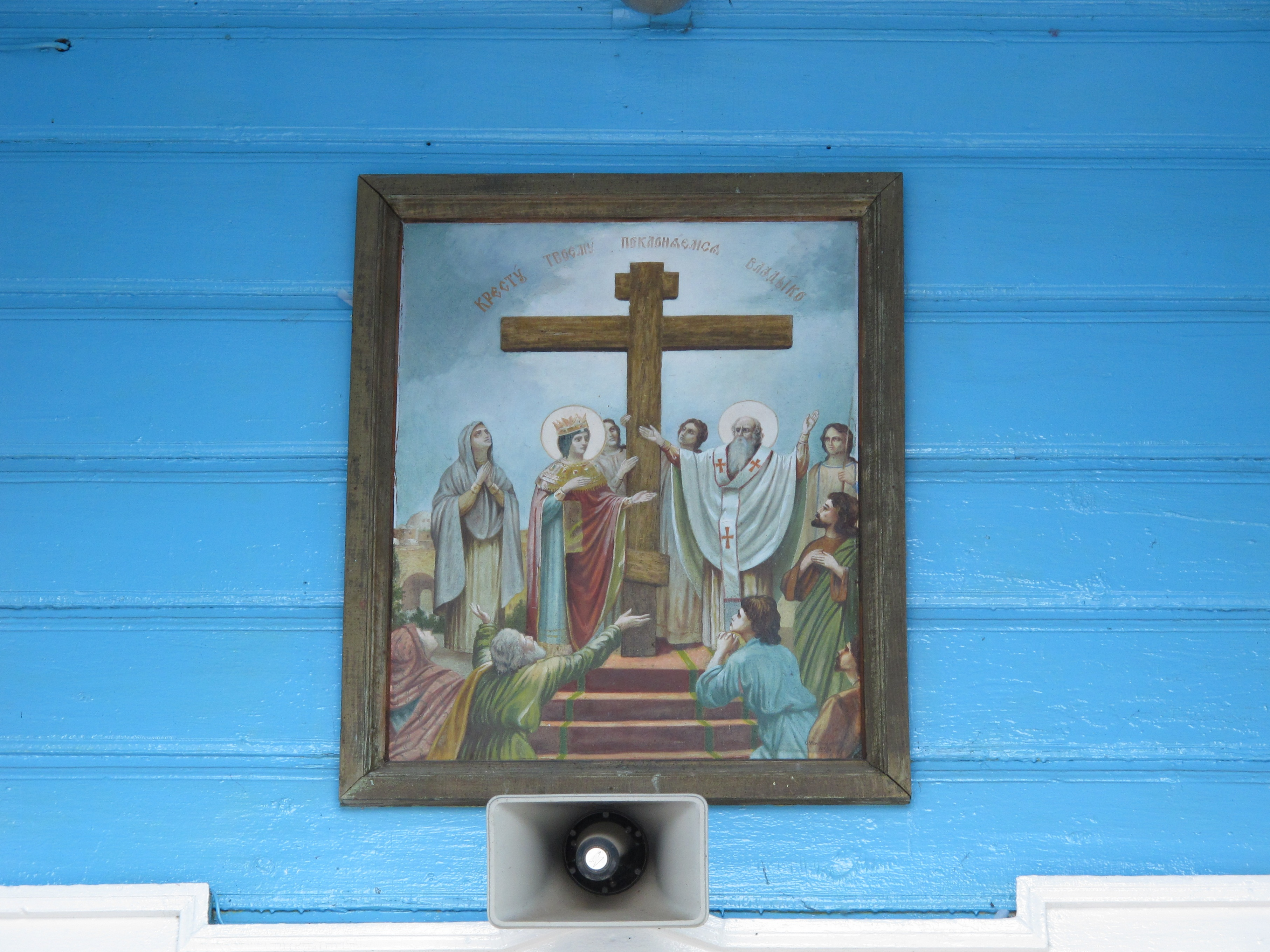
Ikona patronalna w cerkwi Podwyższenia Krzyża Pańskiego